# Три детектива і таємниця острову Скелетів
«Три детектива і таємниця острову Скелетів» — кінофільм режисера Флоріана Баксмейера, що вийшов на екрани в 2007 році.

## Зміст
Три герої створили власне детективне агентство і лабораторію по вивченню доказів. Все це при мінімальній витраті засобів і виконано в досить кустарній манері. Але головний козир друзів — пошуковий талант і здатність розкривати загадки, які не поступаються багатотисячному апарату поліції і ФБР.

## Ролі
| Актор            | Роль |
| ---------------- | ---- |
| Ченселлор Міллер | -    |
| Нік Прайс        | -    |
| Камерон Монахен  | -    |
| Найджел Вітмі    | -    |
| Акін Омотосо     | -    |
| Фіона Ремсі      | -    |
| Ленглі Кірквуд   | -    |
| Джеймс Фолкнер   | -    |
| Яннік Шуманн     | -    |
| Найма Себе       | -    |

## Знімальна група
- Режисер — Флоріан Баксмейер
- Сценарист — Девід Говард, Рональд Крущак, Філіп ЛаЗебнік
- Продюсер — Мальті Грюнерт, Зітц Ван Дер Лаан, Давид Греневольд
- Композитор — Аннетт Фокс